# Franciszek Janusz Niesiołowski

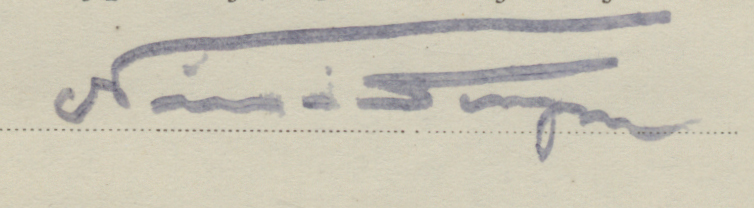
Podpis por. Franciszka Niesiołowskiego.

Franciszek Janusz Niesiołowski (ur. 9 lipca 1900 w majątku Wargawa, zm. w grudniu 1978 w Londynie) – porucznik taborów Wojska Polskiego.

## Życiorys
Urodził się 9 lipca 1900 w majątku Wargawa (powiat łęczycki), w rodzinie Józefa (ur. 1869 w Wargawie Małej, zm. 2 maja 1940 w Warszawie) - ziemianina i Janiny Heleny z Dytkowskich (ur. 1880, zm. 14 kwietnia 1934). Jego dziadek Franciszek (żonaty z Włodzimierą Byszewską) przeprowadził wywód szlachectwa, który potwierdził szlacheckie pochodzenie ich rodu (herb Korzbok). Bratem Franciszka był Paweł Tadeusz Józef Niesiołowski (ur. 22 października 1901, zm. 22 stycznia 1980) - kapitan intendentury Wojska Polskiego, jeniec oflagu II C Woldenberg. Jego siostrą była Irena zamężna Toczyska (ur. 1904).
Ukończył sześć klas szkoły realnej w Warszawie, po czym rozpoczął edukację w warszawskim gimnazjum im. Mikołaja Reja. W roku 1913 wstąpił do drużyny skautingowej, w której działał do 1915. Od stycznia 1916 członek Polskiej Organizacji Wojskowej, w połowie 1916 rozpoczął szkolenie w Szkole Podoficerskiej POW, a następnie w Szkole Podchorążych tej organizacji. Pełnił funkcję tajnego kuriera między warszawską komendą POW a oddziałami tej organizacji w Ciechanowie i Kutnie. W lutym 1918 pobity w stolicy przez Niemców podczas manifestacji przeciwko traktatowi brzeskiemu. W listopadzie 1918 brał udział w rozbrajaniu Niemców w stolicy, po czym 11 listopada tr. wstąpił do Wojska Polskiego. Do lipca 1919 na kursie w Szkole Podchorążych w Warszawie, następnie wcielony do 36 pułku piechoty Legii Akademickiej.
Uczestnik zmagań o niepodległość Polski. W stopniu podchorążego, w szeregach 8 Dywizji Piechoty wchodzącej w skład Armii Rezerwowej, walczył w wojnie polsko-bolszewickiej (został ranny). W nagrodę za męstwo i osobistą odwagę okazane w walce z nieprzyjacielem w obronie ojczyzny został odznaczony, rozkazem L. 1836 Ministra Spraw Wojskowych gen. por. Kazimierza Sosnkowskiego, Krzyżem Walecznych po raz pierwszy. W okresie późniejszym został po raz drugi odznaczony tymże Krzyżem. 
Podporucznik ze starszeństwem z 1 stycznia 1923 w korpusie oficerów piechoty, mianowany porucznikiem piechoty ze starszeństwem od 1 stycznia 1925. Do 1930 pełnił służbę jako oficer 36 pułku piechoty w Warszawie, zajmując przez cały ten okres 6. lokatę w swoim starszeństwie (najpierw jako podporucznik, potem już jako porucznik). W warszawskim pułku dowodził między innymi plutonem w 1. kompanii ckm.
W dniu 3 kwietnia 1930 przybył z 36 pp do baonu KOP „Iwieniec” (wchodzącego w skład pułku „Wołożyn” brygady KOP „Nowogródek”). Rozkazem z dnia 25 września 1930 przydzielono mu na miesiąc wrzesień 1930 dodatek służbowy w grupie IX (jako dowódcy plutonu). W 1930 zajmował 1589. lokatę wśród wszystkich poruczników piechoty (była to jednocześnie 5. lokata w swoim starszeństwie). Rozkazem z 5 marca 1931 przydzielono mu na miesiąc marzec 1931 dodatek służbowy w grupie VIII (jako pełniącemu obowiązki dowódcy 1. kompanii).
W marcu 1931 ogłoszono jego przeniesienie, bez prawa do należności za przesiedlenie, z KOP-u do Batalionu Manewrowego w Rembertowie (późniejszego 3 Batalionu Strzelców). Do nowego miejsca służby odszedł w dniu 8 maja 1931. 
W czerwcu 1934 opublikowano informację o jego przeniesieniu z korpusu oficerów piechoty do korpusu oficerów taborowych - ze starszeństwem z dniem 1 stycznia 1925 i lokatą 1,1 - z równoczesnym wyznaczeniem na stanowisko oficera taborowego w macierzystym batalionie. W tym czasie przynależał ewidencyjnie do 5 Dywizjonu Taborów z Bochni. W lipcu 1935 ogłoszono jego przeniesienie, w korpusie oficerów taborowych, z 3 Batalionu Strzelców do 14 pułku piechoty we Włocławku, na stanowisko oficera taborowego. Na dni 21 września 1936, 16 marca 1938, 23 marca 1939 i 26 maja 1939 zajmował stanowisko dowódcy kompanii gospodarczej 14 pułku piechoty. W marcu 1939 obowiązki dowódcy kompanii gospodarczej łączył z piastowaniem stanowiska oficera taborowego pułku. 
Na dzień 1 września 1939 por. Franciszek Niesiołowski nie występował już w obsadzie oficerskiej I rzutu 14 pułku piechoty (prawdopodobnie znalazł się w pułkowym Oddziale Zbierania Nadwyżek). 
Po II wojnie światowej mieszkał w Londynie, gdzie 19 września 1960 uzyskał brytyjskie obywatelstwo. Franciszek Niesiołowski zmarł w Barnet (jedna z gmin Londynu) w grudniu 1978, a jego pogrzeb odbył się 12 grudnia 1978 roku na londyńskim cmentarzu Camden.

## Rodzina
Jego pierwszą żoną została Irena Róża Baranowska (córka Władysława i Wandy Górskiej), z którą związek małżeński zawarł 20 czerwca 1925 w warszawskiej parafii pw. św. Michała. Drugą żoną Franciszka była Maria Dobrenko (ur. 6 grudnia 1912, zm. 1 stycznia 2000            w Barnet). Z ich związku w listopadzie 1946 narodził się syn Frank Niesolowski (dyrektor w jednej z londyńskich firm medycznych). 

## Ordery i odznaczenia
- Krzyż Walecznych (dwukrotnie)[5][18]
- Medal Niepodległości – 23 grudnia 1933 „za pracę w dziele odzyskania niepodległości”[19][2]
- Medal Pamiątkowy za Wojnę 1918-1921 „Polska Swemu Obrońcy”
- Medal Dziesięciolecia Odzyskanej Niepodległości